# Resolució 756 del Consell de Seguretat de les Nacions Unides
La Resolució 756 del Consell de Seguretat de les Nacions Unides, fou adoptada per unanimitat el 29 de maig de 1992 després de considerar un informe del Secretari General de les Nacions Unides sobre la Força de les Nacions Unides d'Observació de la Separació (UNDOF), el Consell va observar els seus esforços per establir una pau duradora i justa a l'Orient Mitjà.
La resolució va demanar a les parts implicades que implementessin de manera immediata la Resolució 338 (1973), va renovar el mandat de la Força d'Observadors durant uns altres sis mesos fins al 30 de novembre de 1992 i va demanar que el Secretari General enviés un informe sobre la situació al final d'aquest període.